# ليلى خان
ليلى خان (بالأردوية: لیلا خان؛ بالإنجليزية: Laila Khan) هي مغنية باكستانية، ولدت في 14 يونيو 1997 في بيشاور في باكستان.